# Sektion Allgäu-Kempten des Deutschen Alpenvereins
Die Sektion Allgäu-Kempten des Deutschen Alpenvereins (DAV) e. V. (kurz DAV Kempten) ist eine Sektion des Deutschen Alpenvereins sowie nach den Sektionen München und Oberland die drittgrößte Sektion in Bayern. Der DAV Kempten ist mit 26.259 Mitgliedern (Stand: 31. Dezember 2024) zugleich einer der mitgliederstärksten Sportvereine Deutschlands und auf Platz sechs der größten Sektionen des Deutschen Alpenvereins.
Zur Sektion Allgäu-Kempten gehört auch eine Ortsgruppe in Obergünzburg mit rund 700 Mitgliedern.

## Geschichte
Kemptener Bergsteiger wollten 1871 zusammen mit der Sektion Augsburg und deren Zweigstelle in Immenstadt eine umfassende Sektion Allgäu gründen. Da es hierzu keine Einigung gab, wurde am 6. September 1871 im kleinen Kreis auf der Burghalde in Kempten die Gründung einer eigenen Sektion beschlossen. Sie sollte den Namen „Allgäu“ tragen und ihren Sitz in Kempten haben. Führend im Verein waren der Bezirksgerichtsarzt Julius Oertel und Apotheker Oskar von Kolb. Der Jahresbeitrag wurde auf 1½ Gulden festgelegt. Insgesamt gab es 63 Gründungsmitglieder. Eine größere Zahl von Kemptener Bergsteigern wollte, um unabhängig zu bleiben, ursprünglich gar keinen Anschluss an den Deutschen Alpenverein. Sie gründeten zusätzlich einen eigenen Verband mit dem Namen „Alpenverein im Allgäu und für dasselbe“, dieser hatte bereits in kurzer Zeit 126 Mitglieder. 1878 wurde dieser Verband aufgelöst, der Großteil der Mitglieder schloss sich der Sektion Kempten an. Die südlich benachbarte, eigenständige Sektion Allgäu-Immenstadt wurde 1874 gegründet.
Im Winter 1879/80 probierten Mitglieder erstmals den modernen Schneeschuhlauf aus, was jedoch nicht weiterverfolgt wurde, da Experten der Verwendbarkeit von Schneeschuhen keine Chance geben wollten. Am 3. Juli 1881 wurde das von den Sektionen Kempten und Immenstadt errichtete Prinz-Luitpold-Haus am Glasfelderkopf eröffnet. Am 16. August 1891 wurde die neue Kemptner Hütte nach einer Bauzeit von zehn Wochen der Öffentlichkeit übergeben. Die Hütte bot 16 Matratzen und die zwei Heulager unter dem Dach etwa 25 bis 30 Personen Unterschlupf an. Die Baukosten betrugen, einschließlich einer Wasserleitung, 7215 Mark.
1910 erklärten sich 17 Personen, im Falle eines Bergunglücks freiwillig Hilfe zu leisten. Der erste Einsatz folgte noch im gleichen Jahr am 13. Dezember mit der Bergung eines tödlich abgestürzten Leutnants am Grünten. 1911 stellen die Sektionen Kempten, Augsburg, Füssen, Pfronten und Reutte einen Antrag für die Einrichtung von Pflanzenschutzgebieten im Allgäu.

## Sektionsvorsitzende
Eine chronologische Übersicht über alle Vorsitzenden der Sektion seit Gründung.
| Amtszeit  | Vorsitzender       |
| --------- | ------------------ |
| 1871–1878 | Julius Oertel      |
| 1879–1883 | Oskar von Kolb     |
| 1884–1886 | Gottlieb Wunderer  |
| 1887–1890 | Eduard Schuler     |
| 1891–1894 | Johann Hochfellner |
| 1895–1903 | Max Förderreuther  |
| 1904–1908 | Otto Mayr          |

| Amtszeit  | Vorsitzender         |
| --------- | -------------------- |
| 1908–1909 | Max Förderreuther    |
| 1910–1912 | Karl Denk            |
| 1913–1934 | Andreas Janson       |
| 1934–1945 | Alois Mögele         |
| 1945–1946 | Theodor Mielach      |
| 1947–1952 | Georg Schwarzmann    |
| 1952–1956 | Heinrich Fuchsberger |

| Amtszeit  | Vorsitzender           |
| --------- | ---------------------- |
| 1956–1957 | Wilhelm Redenbacher    |
| 1957–1958 | Hans Mayr              |
| 1958–1980 | Fritz März             |
| 1980–1994 | Erich Knoll            |
| 1994–2023 | Harald Platz           |
| 2023–     | Klaus-Peter Wildburger |

## Einrichtungen

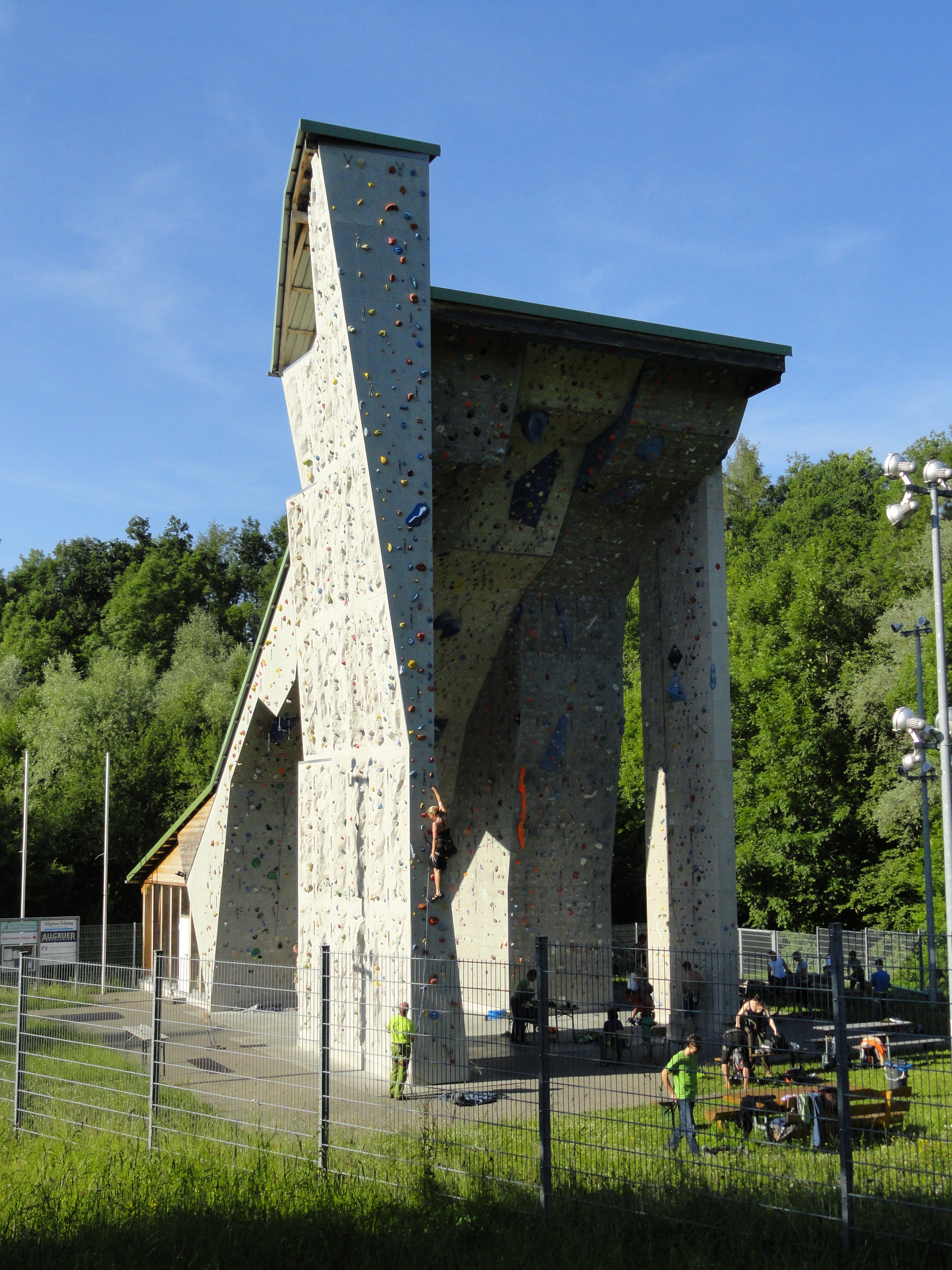
Außenkletteranlage der Sektion Allgäu-Kempten des DAV im Engelhaldepark

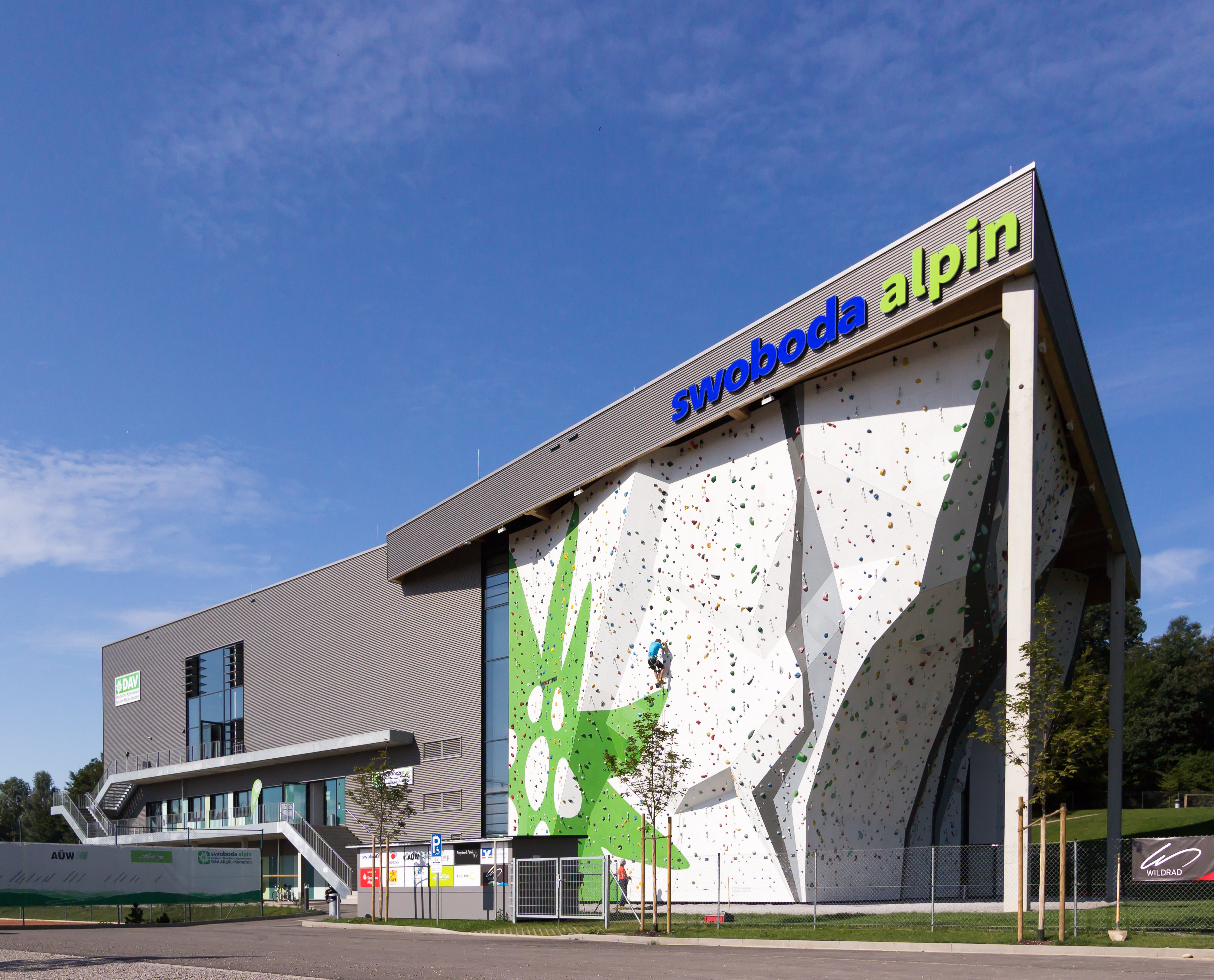
Swoboda Alpin: Zentrale der Sektion Allgäu-Kempten des DAV mit Kletteranlagen

Der DAV-Kempten unterhält neben einem Wegenetz von etwa 27 km drei Hütten in den Allgäuer Alpen und zwei Kletterzentren in Kempten. Weitere Einrichtungen werden vom DAV Immenstadt betreut.
Folgende Hütten werden vom DAV Kempten betreut, in Klammern jeweils das Jahr der Errichtung:
- Kemptner Hütte, 1846 m (1891)
- Rappenseehütte, 2091 m (1885)
- Tannheimer Hütte, 1760 m (1886)
- Tannheimer Jugendhütte[10] (Selbstversorgung)

Ehemalige Hütte:
- Bad Kissinger Hütte 1792 m (Tannheimer Berge)

Folgende Klettereinrichtungen wurden errichtet:
- Kletterturm Engelhaldepark: Im Jahr 2000 eröffnete Freiluft-Klettersportanlage mit 18 Metern Wandhöhe und 2200 Griffen.[11]
- Swoboda Alpin: 2017 eröffnete Anlage mit 2100 Quadratmetern Kletterfläche und 1200 Quadratmetern Boulderfläche sowie einer Kletterwand im Außenbereich, gleichzeitig neue Zentrale des DAV-Kempten. Als Baukosten waren rund 7,5 Millionen Euro veranschlagt.
- Boulderraum in der Turnhalle am Königsplatz (Stadtpark) in Kempten.

## Bekannte Mitglieder
- Max Förderreuther, Oberstudiendirektor sowie Museums- und Heimatpfleger des Allgäus.
- Fritz März, Jurist, Bergsteiger und Sportfunktionär (22 Jahre lang Vorsitzender).